# 원기
원기(袁基, ? ~ 190년)는 후한 말기의 관료로, 예주 여남군 여양현(汝陽縣) 사람이다. 사공 원봉의 아들로, 원봉 사후 안국정후(安國亭侯) 작위를 이어받았다.

## 행적
초평 원년(190년), 배다른 동생 원소가 동탁의 전횡에 반발하여 거병하였다(동탁 토벌전). 태복 원기는 숙부 원외 및 일족 70여 명과 함께 동탁의 손에 죽었다.
훗날 그의 종제 원소는 장남 원담을 형의 양자로 입적시켰는데, 여기서 "형"은 원기를 뜻하는 것으로 보인다.

## 원기의 친족관계

### 관련 인물
원담　원매　원봉　원상　원성　원소　원술

원안　원외　원요　원유　원윤　원평　원희